# Câu lạc bộ bóng đá Than Quảng Ninh
Than Quảng Ninh FC é um time de futebol vietnamita que está situado na cidade de Quang Ninh e atualmente disputa a V-Liga, a primeira divisão do país. 